# Ормуски мореуз
Ормуски мореуз (пролаз, теснац), краће Ормуз, морски је пролаз између Омана и Ирана. Спаја Персијски залив са Оманским заливом. Стратешки је од великог значаја, јер контролише морски промет према Кувајту и Ираку. Кроз овај мореуз се танкерима превози 20-40% светског снабдевања нафтом. На најужем делу, мореуз је широк само 55 km.
Ормуски мореуз пружа једини морски пролаз од Персијског залива до отвореног океана и једна је од стратешки најважнијих светских пригушница. На северној обали лежи Иран, а на јужној обали полуострво Мусандам, које деле Уједињени Арапски Емирати и Мусандам, ексклава Омана. Теснац је дугачак око  90 nmi (167 km), са ширином која варира од око 52 nmi (96 km) до 21 nmi (39 km).
Трећина светског течног природног гаса и скоро 25% укупне светске потрошње нафте пролази кроз мореуз, што га чини веома важном стратешком локацијом за међународну трговину.

## Navigation
Да би се смањио ризик од судара, бродови који се крећу кроз мореуз прате схему раздвајања саобраћаја (TSS): улазни бродови користе једну траку, а одлазни другу, при чему је свака трака широка око две миље. Траке су раздвојене „средином” ширине две миље.
Да би прешли мореуз, бродови пролазе кроз територијалне воде Ирана и Омана према одредбама о транзитном пролазу Конвенције Уједињених нација о праву мора. Иако нису све земље ратификовале конвенцију, већина земаља, укључујући САД, прихватају ова уобичајена правила пловидбе која су кодификована у Конвенцији.
У априлу 1959, Иран је променио правни статус мореуза проширивши своје територијално море на 12 nmi (22 km) и изјављујући да ће признати само транзит невиним пролазом кроз ново проширено подручје. У јулу 1972, Оман је такође декретом проширио своје територијално море на 12 nmi (22 km). Тако је до средине 1972. године Ормушки мореуз потпуно „затворен“ комбинованим територијалним водама Ирана и Омана. Током 1970-их, ни Иран ни Оман нису покушали да ометају пролазак ратних бродова кроз мореуз, али су 1980-их обе земље полагале тврдње које су се разликовале од обичајног (старог) права. Након ратификације UNCLOS-а у августу 1989. године, Оман је поднео декларације које потврђују свој краљевски декрет из 1981. да је дозвољен само недужан пролаз кроз његово територијално море. У декларацијама се даље наводи да је потребна претходна дозвола да би страни ратни бродови могли да прођу кроз оманске територијалне воде. По потписивању конвенције у децембру 1982., Иран је дао изјаву у којој се наводи „да ће само државе чланице Конвенције о праву мора имати право да имају користи од уговорних права која су у њој створена“, укључујући „право транзитног пролаза кроз мореуз који се користи за међународну навигацију“. У мају 1993. Иран је донео свеобухватан закон о поморским областима, чијих је неколико одредби у супротности са одредбама UNCLOS-а, укључујући захтев да ратни бродови, подморнице и бродови на нуклеарни погон добију дозволу пре него што недужно прођу кроз иранске територијалне воде. Сједињене Државе не признају ниједну тврдњу Омана и Ирана и оспориле су сваку од њих.

## Ток трговине нафтом
Извештај Центра за стратешке и међународне студије из 2007. такође наводи да је 17 милиона барела дневно излазило из Персијског залива, али да нафта која протиче кроз мореуз чини отприлике 40% све нафте којом се тргује у свету.
Према америчкој Управи за енергетске информације, 2011. године, у просеку 14 танкера дневно је излазило из Персијског залива кроз мореуз носећи 17 Mbbl (2.700.000 m3) сирове нафте. Речено је да ово представља 35% светске поморске испоруке нафте и 20% нафте којом се тргује широм света. У извештају се наводи да је више од 85% овог извоза сирове нафте отишло на азијска тржишта, при чему су Јапан, Индија, Јужна Кореја и Кина највеће дестинације. Само у 2018. години кроз мореуз је пролазио 21 милион барела дневно - то значи 1,17 милијарди долара нафте дневно, по ценама из септембра 2019.